# إليزابيث تشيتر
إليزابيث تشيتر (بالإنجليزية: Elizabeth Chater)‏ (22 أغسطس 1910، فانكوفر في كندا - 10 نوفمبر 2004، إرفاين في الولايات المتحدة)؛ روائية كندية. درست في جامعة كولومبيا البريطانية.